# Sky Road

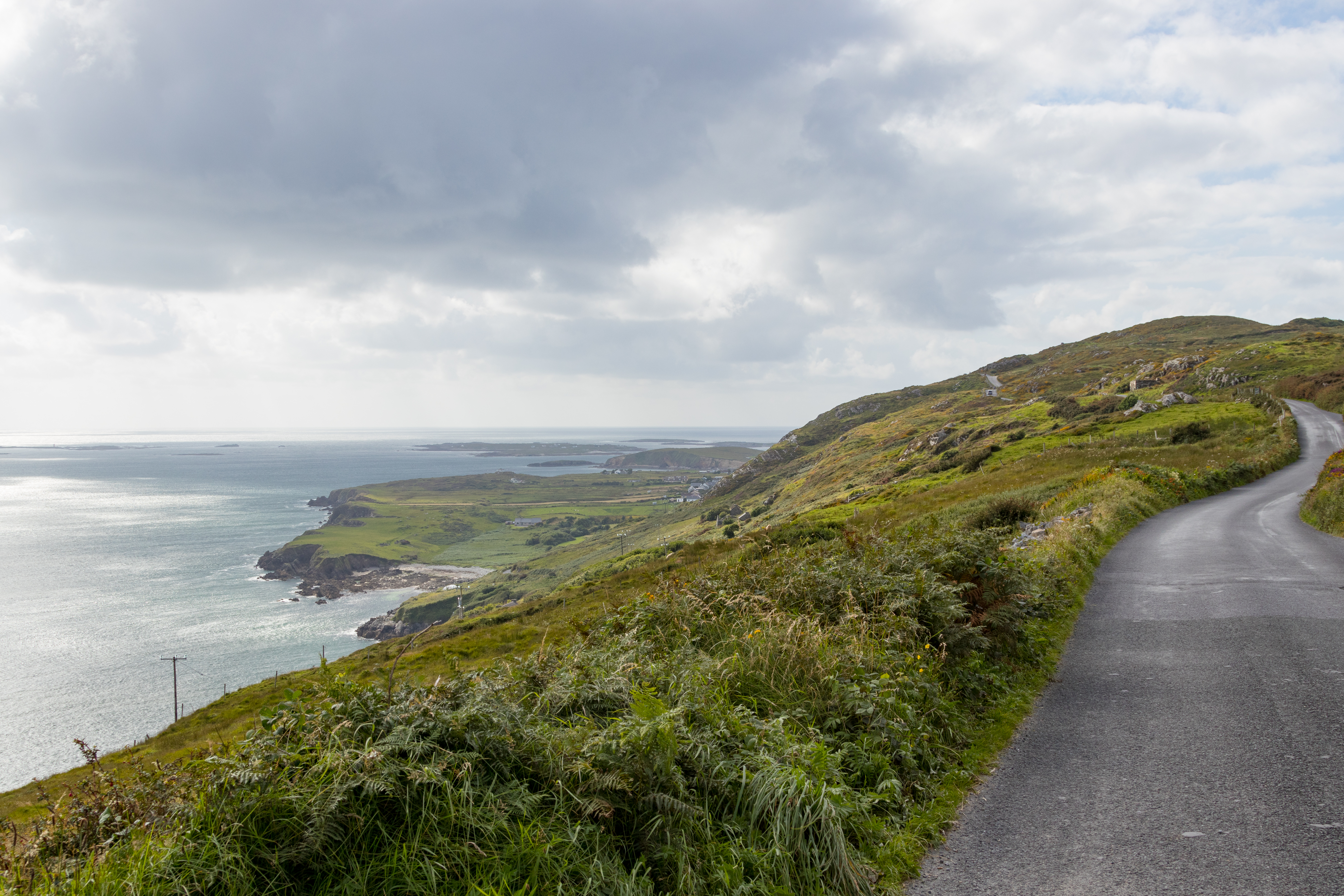
Blick von der Sky Road auf die Atlantikküste

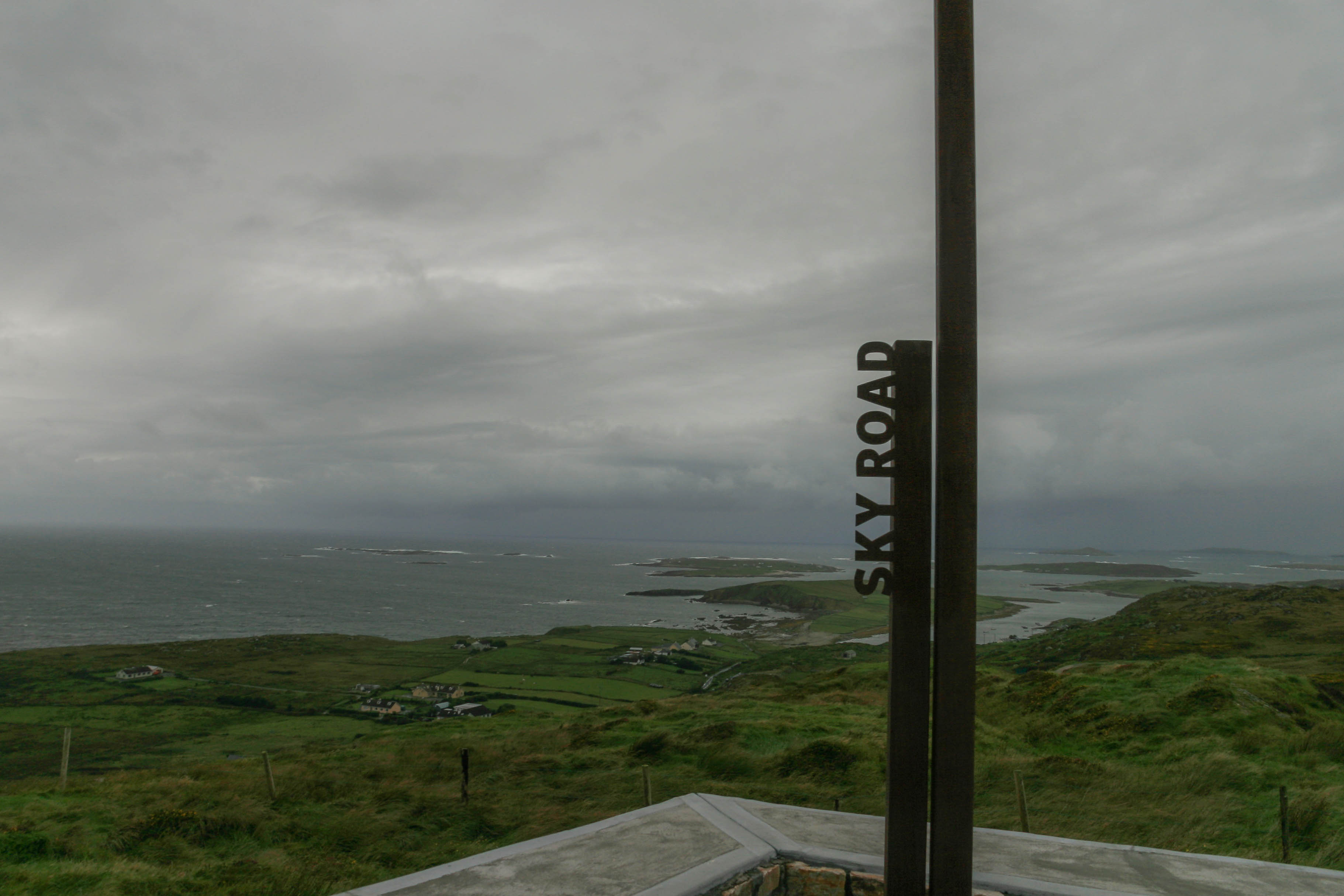
Sky Road

Die Sky Road ist eine 15 Kilometer lange Straße im Nordwesten Irlands in der Region Connemara. Sie führt von der Kleinstadt Clifden aus entlang der Buchten Clifden Bay, Kingstown Bay und Streamtown Bay an der Atlantikküste entlang. Sie endet an der Nationalstraße 59 nordwestlich von Clifden, so dass sie als Rundweg befahren werden kann.
Der Name Sky Road rührt von den eindrucksvollen Überblicken über die felsige und zerklüftete Küstenlinie und die sie umgebende Landschaft her, und auch von den teilweise enormen Steigungen der Straße, die dem Fahrer angeblich so vorkommen sollen, als ob er in den Himmel fährt.
Die Sky Road gehört zum Wild Atlantic Way, eine der längsten ausgewiesenen Küstenstraßen der Welt. Auf der Sky Road herrscht in den Sommermonaten ein starker Urlauberverkehr.